# Autostrada A1 (Polonia)

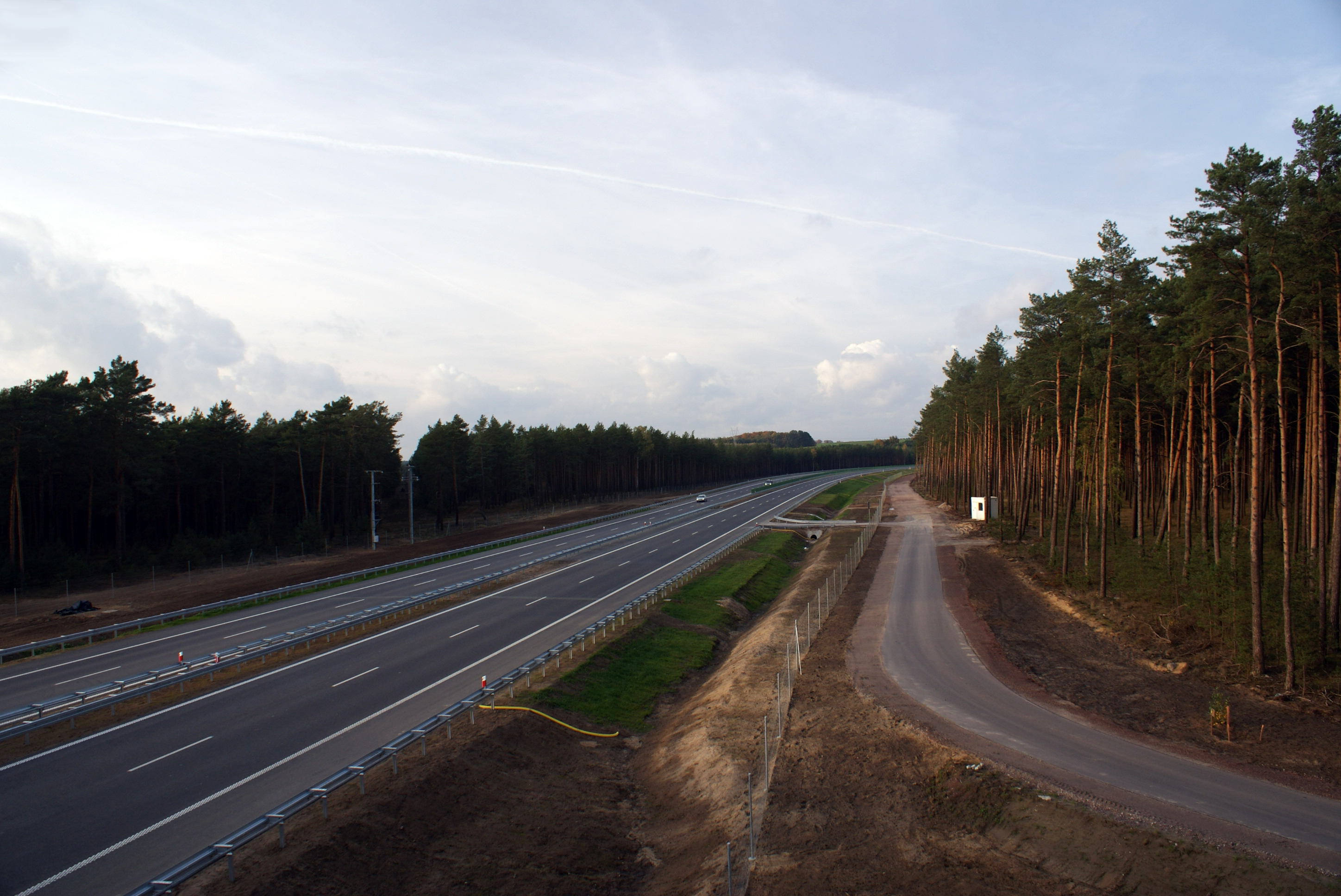
A1 lângă Grudziądz, secțiunea nordică (Gdańsk - Grudziądz).

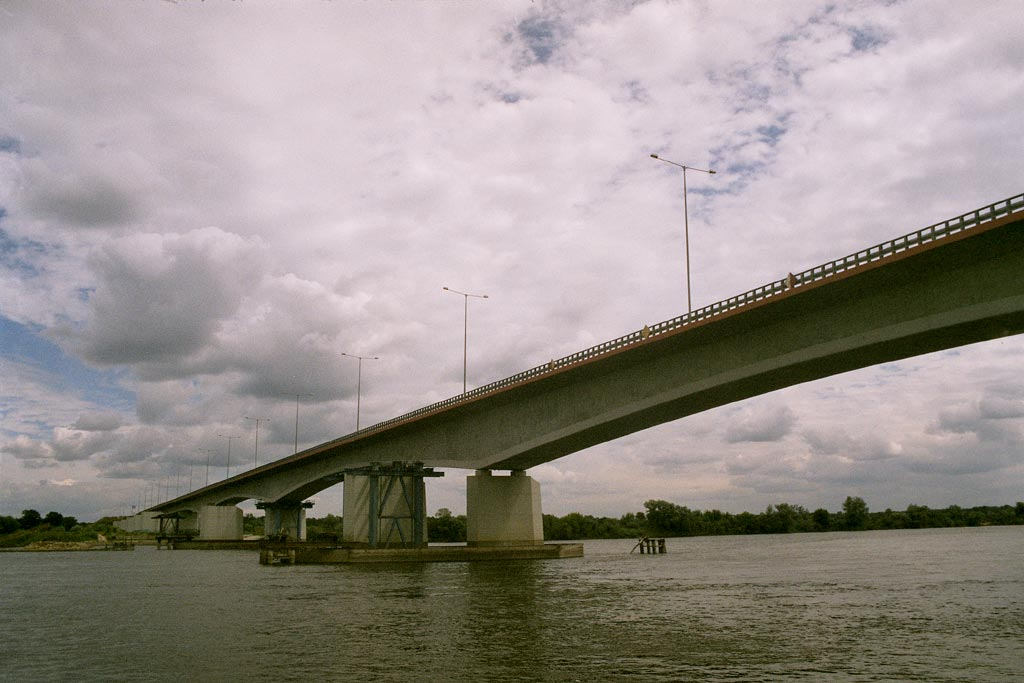
Fotografie din 2005 a podului parțial finalizat peste râul Vistula în Toruń-Czerniewice pe ocolitoarea Torun, cu doar o cale de rulare finalizată și stâlpi pentru cea planificată. Podul a fost deschis cu două căi de rulare în toamna anului 2011 și a devenit parte a A1.

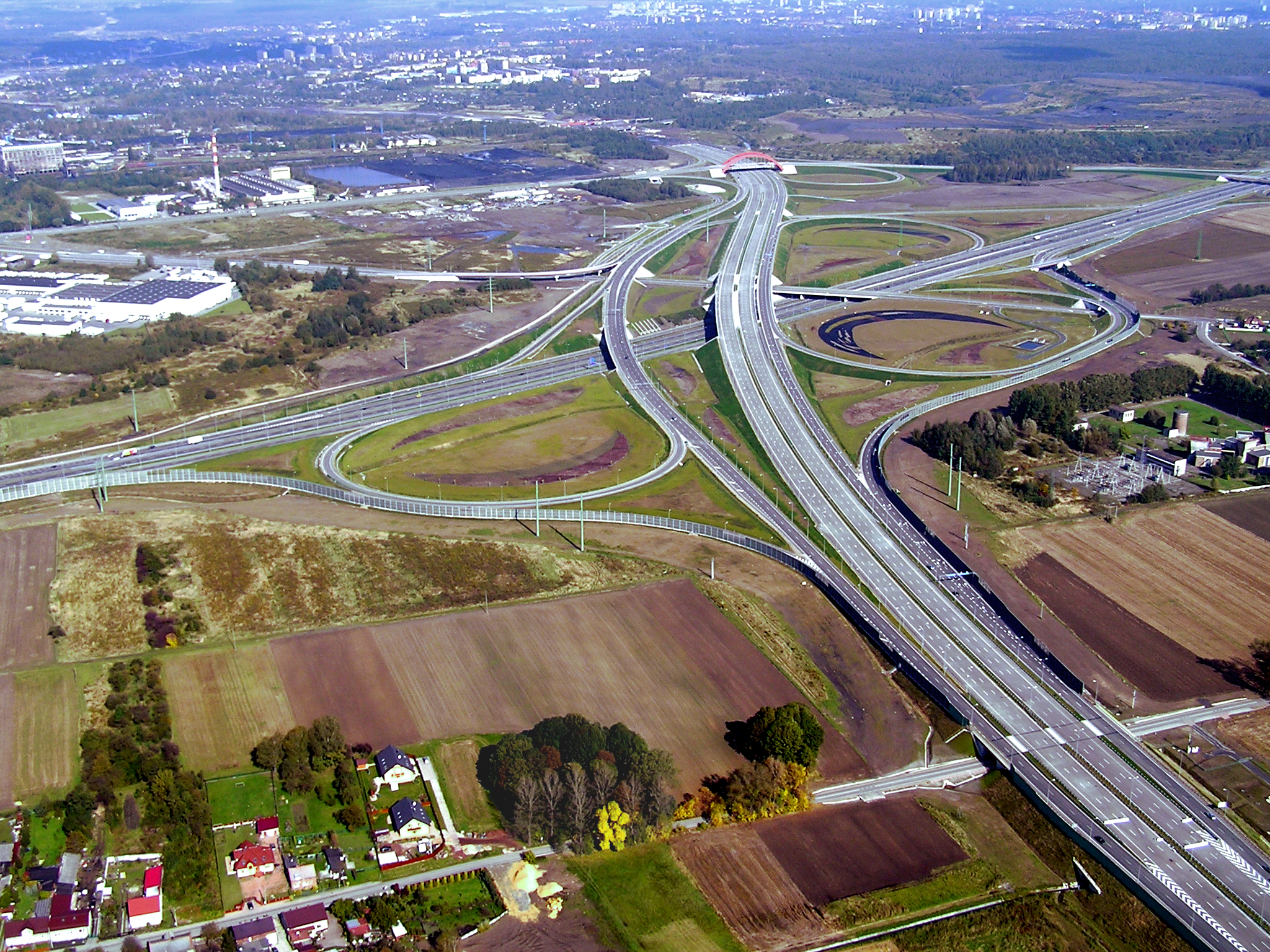
Partea sudică a intersecției Gliwice-Sośnica a autostrăzii A1, autostrăzii A4, drumului național 44 și drumului voievodal 902, cea mai mare intersecție de autostrăzi din Europa, deschisă în perioada 2009-2010.

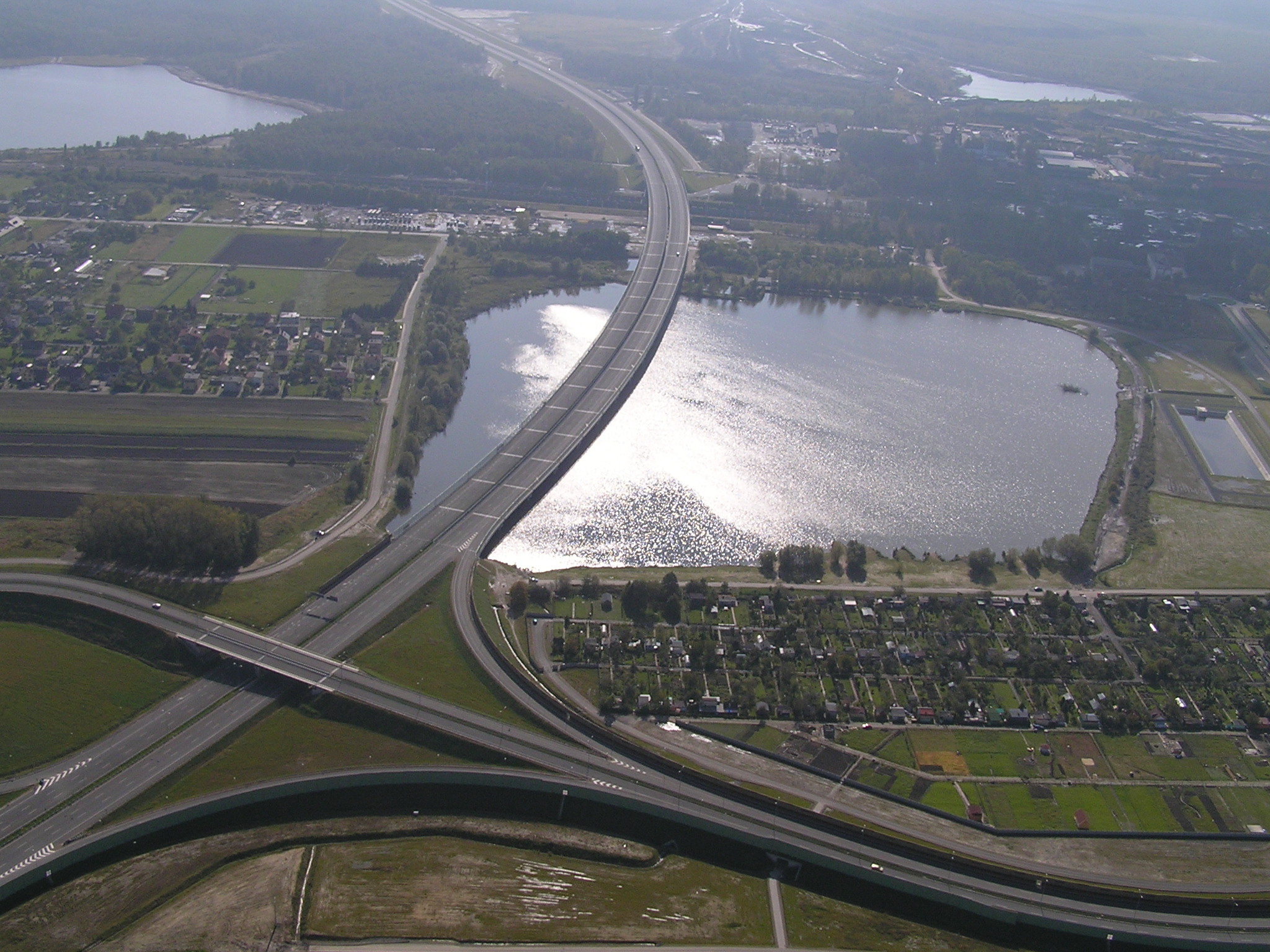
Pod de 800 de metri în Knurow lângă Gliwice

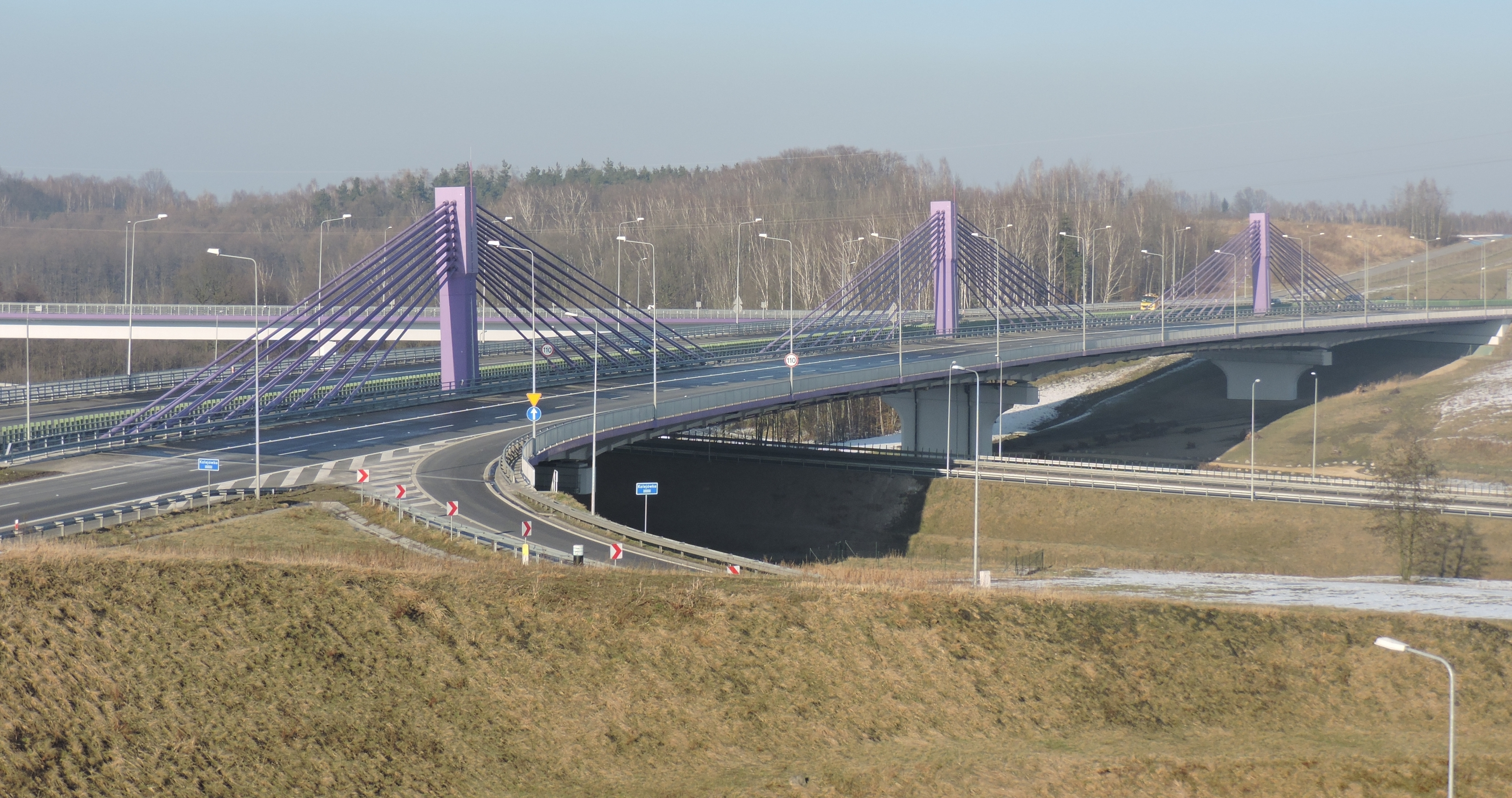
Pod de 400 de metri în Mszana lângă Wodzisław Śląski

Autostrada A1, denumită oficial Autostrada Chihlimbarului (poloneză Autostrada Bursztynowa), este o autostradă nord-sud din Polonia care pornește de la Gdańsk, lângă Marea Baltică, trecând prin Łódź și zona industrială a Sileziei Superioare (la vest de Katowice), până la granița dintre Polonia și Cehia în Gorzyczki/Věřňovice, unde se conectează cu autostrada D1. Lungimea totală a acesteia este de 566,6 km. Cu excepția secțiunii sale cele mai sudice, A1 face parte din Drumul european E75.

## Istoria construcției
Construcția autostrăzii A1 a fost o problemă extrem de politizată în Polonia, deoarece este percepută ca fiind o șosea vitală din punct de vedere economic, care ar conecta porturile majore ale țării de pe coasta baltică cu centrul și sudul Poloniei. Un scurt segment (17 km) a fost construit în perioada 1978 - 1989, fiind unul dintre primele tronsoane de autostradă construite sub regimul comunist. Din 1989, diferite guverne și partide politice au susținut un program accelerat de construcție a acestei autostrăzi, dar fără rezultate.
După numeroase întârzieri, cauzate în principal de lipsa finanțării, construcția a început în 2005. Partea cea mai importantă a autostrăzii a fost construită în perioada 2005 - 2014: aproximativ 395 km (70% din lungimea traseului) au fost construiți în această perioadă. Până în iulie 2016 (când a fost terminată o secțiune întârziată de ocolire a orașului Łódź), traseul a fost finalizat, cu excepția acelor secțiuni în care vechiul drum național 1 fusese deja un drum cu două benzi pe sens, ceea ce a permis o prioritizare semnificativ mai scăzută cu privire la construcția unei autostrăzi pe această porțiune rămasă, comparativ cu construcția altor autostrăzi.
Secțiunea de la Częstochowa la Pyrzowice a fost construită în perioada 2016 – 2020. Secțiunea rămasă de la Tuszyn la Częstochowa a fost construită între anii 2019 – 2022, incluzând și modernizarea porțiunii de 17 km construite înainte de 1989.

### De la Gdańsk la Stryków
Această secțiune a fost construită în etape între 2005 și 2014. Prima dată, o secțiune de 25 km (16 mi) a fost deschisă pe 22 decembrie 2007, lângă Gdańsk, extinzând șoseaua de centură care face parte din drumul expres S6, iar restul de 65 km (40 mi) au fost deschiși pe 17 octombrie 2008. Prelungirea cu 62 km a autostrăzii până la Toruń a fost deschisă pe 14 octombrie 2011. În noiembrie 2012, o secțiune de 75 km de la Kowal la nodul rutier Łódź Północ din Stryków a fost deschisă, urmată de o extindere de 45 km de la Toruń la Włocławek în decembrie 2013. Secțiunea lipsă Włocławek-Kowal a fost completată în aprilie 2014.

### De la Stryków la Pyrzowice
Cea mai veche secțiune a acestui segment, o porțiune de 17,5 km ca ocolitoare a municipiului Piotrków Trybunalski, a fost construită între 1978 și 1989. Aceasta a fost una dintre puținele secțiuni de autostradă construite în Polonia sub regimul comunist. În plus, secțiunea de la Częstochowa la Piotrków Trybunalski a fost construită în anii 1970 ca un drum cu două benzi pe sens pe un aliniament de autostradă. Cu toate acestea, lipseau nodurile de autostradă, având în schimb intersecții la același nivel, reglementate de semafoare.
La 22 ianuarie 2009 a fost semnat un contract pentru construcția secțiunii de 180 km de la Stryków (intersecția cu autostrada A2) până la Pyrzowice. Conform termenilor contractului, segmentul de la Stryków la Częstochowa 123 km) trebuia să fie finalizat până în mai 2012, iar segmentul rămas de la Częstochowa la Pyrzowice (57 km) trebuia să fie terminat până în ianuarie 2014 (60 de luni de la semnarea contractului). Autostrada urma să fie construită în cadrul unui parteneriat public-privat de către compania Autostrada Południe. Contractul includea reconstrucția unei porțiuni deja existente a autostrăzii A1 (deschisă în 1989), precum și modernizarea drumului existent cu două benzi dintre Piotrków Trybunalski și Częstochowa. La 23 ianuarie 2010, contractul a fost anulat deoarece compania nu a reușit să obțină finanțare. Totuși, compania a realizat proiectul autostrăzii, care, conform guvernului polonez, trebuia să facă posibilă începerea construcției în 2010 de către noi contractanți și finalizarea acesteia până în 2012. Cu toate acestea, proiectul s-a dovedit a fi plin de erori și a trebuit să fie refăcut.
Secțiunea de la nodul rutier Łódź Północ până la nodul rutier Tuszyn a fost deschisă în 2016. Construcția secțiunii de la Pyrzowice la Częstochowa a început în 2016 și a fost finalizată în 2020. Reconstrucția tronsonului rămas de autostradă cu două benzi de la Częstochowa la Piotrków Trybunalski a început în 2019 și s-a încheiat în 2022.

### De la Pyrzowice la granița cu Cehia
La capătul sudic al autostrăzii, construcția unei secțiuni de 15,5 km (9,6 mi) de la Gliwice-Sośnica la Bełk, parte a secțiunii celei mai sudice de la intersecția cu autostrada A4 în districtul Sośnica din Gliwice până la granița cu Cehia, a început la 26 martie 2007 și a fost finalizată în decembrie 2009. Restul secțiunii de 48 km (30 mi) de la A4 până la graniță a fost deschis în diferite etape din 2009 până în 2014. Construcția secțiunii de 43 km (27 mi) de la Pyrzowice la Gliwice-Sośnica a început în 2009 și a fost complet finalizată până în iunie 2012. Secțiunea de la Pyrzowice la Piekary Śląskie s-a deteriorat rapid și a ajuns într-o stare foarte proastă din cauza materialelor utilizate pentru fundația sa și este planificată pentru reparații.
La 15 decembrie 2009, guvernul polonez a anunțat anularea contractului pentru construcția secțiunii Świerklany - Gorzyczki (granița cu Cehia), invocând ritmul inacceptabil de lent al construcției realizate de Alpine Bau GmbH. Guvernul a solicitat noi oferte pentru această secțiune în aprilie 2010, iar licitația a fost câștigată de aceeași companie care a pierdut contractul inițial, iar construcția a fost reluată în octombrie 2010. Planul inițial era ca drumul să fie gata în vara anului 2010, iar conform noului contract, trebuia să fie finalizat în aprilie 2012, la timp pentru campionatele Euro 2012. Alpine Bau GmbH a abandonat a doua tentativă de a finaliza această secțiune în mai 2013. Secțiunea a fost deschisă în final în mai 2014.

## Secțiuni ale autostrăzii
| Secțiunea autostrăzii                     | Lungime | Perioada construcției    | Notă |
| ----------------------------------------- | ------- | ------------------------ | --- |
| Gdańsk - Grudziądz                        | 90 km   | 2005 – 2008              | Deschisă pe 17 octombrie 2008; autostradă cu taxă. |
| Grudziądz - Toruń                         | 62 km   | 2008 – 2011              | Deschisă pe 14 octombrie 2011; autostradă cu taxă. |
| Toruń - Kowal                             | 64 km   | 2010 – 2014              | Construcția a fost întreruptă în septembrie 2012, deoarece companiile implicate au fost excluse din contract. (companiile excluse au dat în judecată autoritățile poloneze). Noi contractori au fost selectați în aprilie 2013, iar drumul a fost deschis traficului în decembrie 2013 (45 km) și aprilie 2014 (19 km). |
| Kowal - Łódź Północ                       | 75 km   | 2010 – 2012              | Deschisă pe 13 noiembrie 2012. |
| Ocolirea Łódź (Stryków - Tuszyn)          | 37.3 km | 2012 – 2016              | Contract de tip proiectare și execuție semnat în decembrie 2010 cu finalizarea inițială planificată în 32 de luni, ulterior amânată până în iunie 2014 și cu planurile ulterioare prevăzând finalizarea în vara anului 2015. Totuși, contractorul a abandonat contractul în ianuarie 2014. Noi contractori au fost numiți în toamna anului 2014. Deschisă în iulie 2016. |
| Tuszyn - Piotrków Trybunalski             | 16 km   | 1978 – 1989; 2019 – 2021 | Reconstruită și lărgită la 3 benzi pe sens în anii 2019 – 2021. |
| Piotrków Tryb. - Kamieńsk                 | 24 km   | 2019 – 2022              | 3 benzi pe sens. Construită prin reconstrucția unui drum național din anii '70 cu 2 benzi pe sens. |
| Kamieńsk - Częstochowa                    | 41 km   | 2019 – 2021              | 3 benzi pe sens. Construită prin reconstrucția unui drum național din anii '70 cu 2 benzi pe sens. |
| Ocolirea Częstochowa                      | 20.3 km | 2015 – 2019              | Contract semnat în octombrie 2015. În aprilie 2019, Salini Impregilo a fost exclusă din contract pentru întârzieri extinse. În august 2019, finalizarea secțiunii a fost atribuită companiilor Budimex, Strabag și Intercor, cu o deschidere parțială pe 23 decembrie 2019. Finalizarea lucrărilor de suprafață a fost realizată în septembrie 2021. |
| Częstochowa - Pyrzowice                   | 36.6 km | 2015 – 2019              | Deschisă pe 2 august 2019. Porțiunea de la "Częstochowa Blachownia" până la "Częstochowa Południe" a rămas închisă până pe 23 decembrie 2019, când secțiunea adiacentă a fost deschisă. |
| Pyrzowice - "Zabrze Północ”               | 31 km   | 2009 – 2012              | Deschisă pe 1 iunie 2012. |
| "Zabrze Północ” - "Gliwice Sośnica"       | 14.1 km | 2009 – 2011              | Deschisă în septembrie / decembrie 2011. 3 benzi pe sens. |
| "Gliwice Sośnica" - Bełk                  | 15.5 km | 2007 – 2009              | Deschisă în decembrie 2009. 3 benzi pe sens. |
| Bełk - Świerklany                         | 14.1 km | 2008 – 2011              | Secțiunea Bełk - Rowień deschisă în decembrie 2010. 3 benzi pe sens. Secțiunea Rowień - Świerklany deschisă în aprilie 2011 (întârziată din cauza inundațiilor). |
| Świerklany - Gorzyczki (granița cu Cehia) | 18.4 km | 2007 – (2012 / ) 2014    | Construcția a fost întreruptă la sfârșitul anului 2009 din cauza unei dispute contractuale și reluată în octombrie 2010. Deschiderea era planificată pentru iulie 2012, dar o problemă cu unul dintre poduri a mutat deschiderea planificată până în august 2013. Secțiunea Mszana - Gorzyczki a fost deschisă în noiembrie 2012, dar doar vehiculele ușoare aveau permisiunea să o folosească până la finalizarea porțiunii rămase. În mai 2013, contractorul a abandonat proiectul, citând neînțelegeri cu agențiile guvernamentale poloneze. Un nou contractor pentru finalizarea podului a fost selectat în iunie 2013, iar drumul a fost complet deschis traficului pe 23 mai 2014. |